# Augustin Pajou
Pour les articles homonymes, voir Pajou.
Augustin Pajou, né le 19 septembre 1730 à Paris et mort dans la même ville le 8 mai 1809, est un sculpteur néoclassique français.

## Biographie

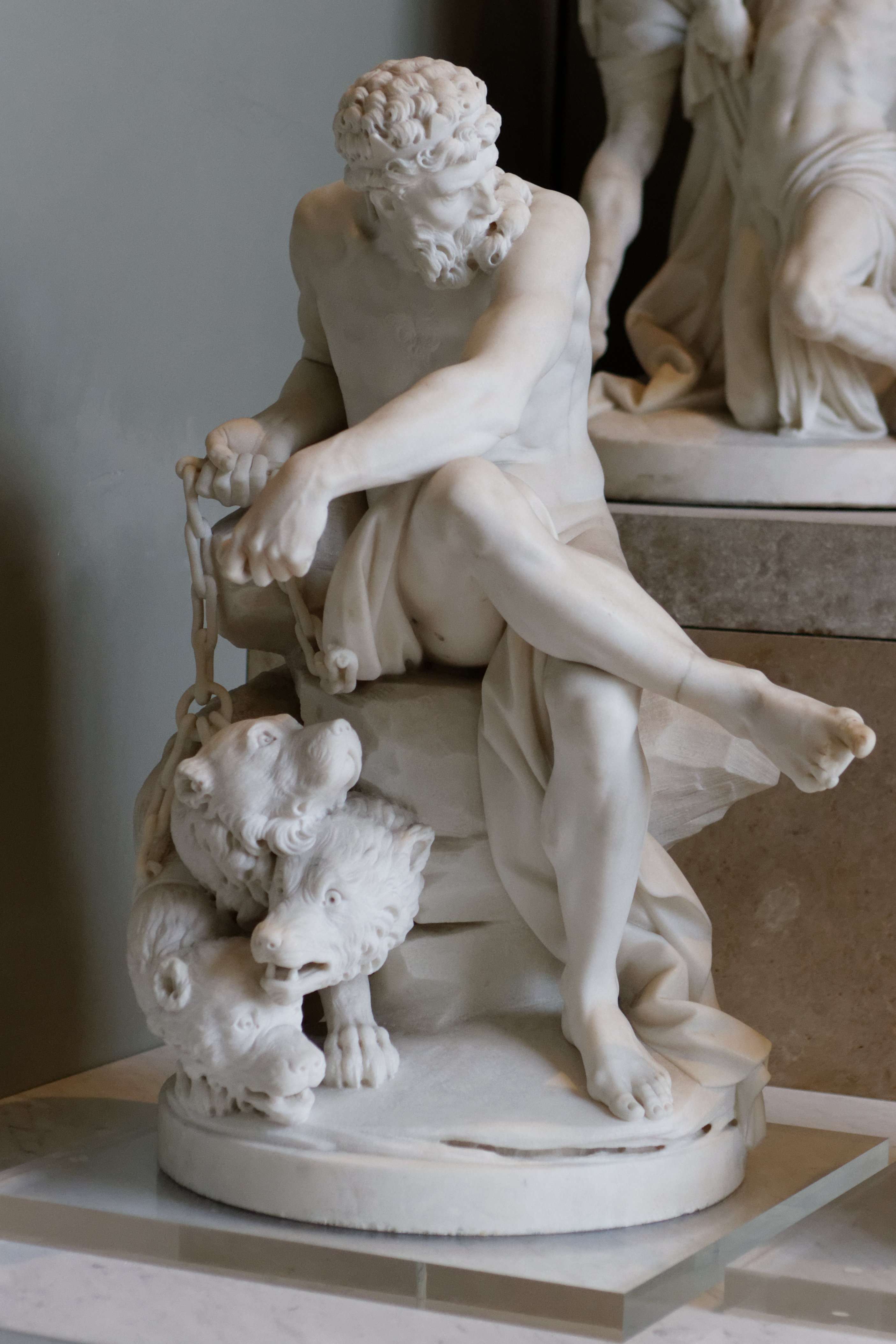
Pluton enchaînant Cerbère (1760), marbre, Paris, musée du Louvre.

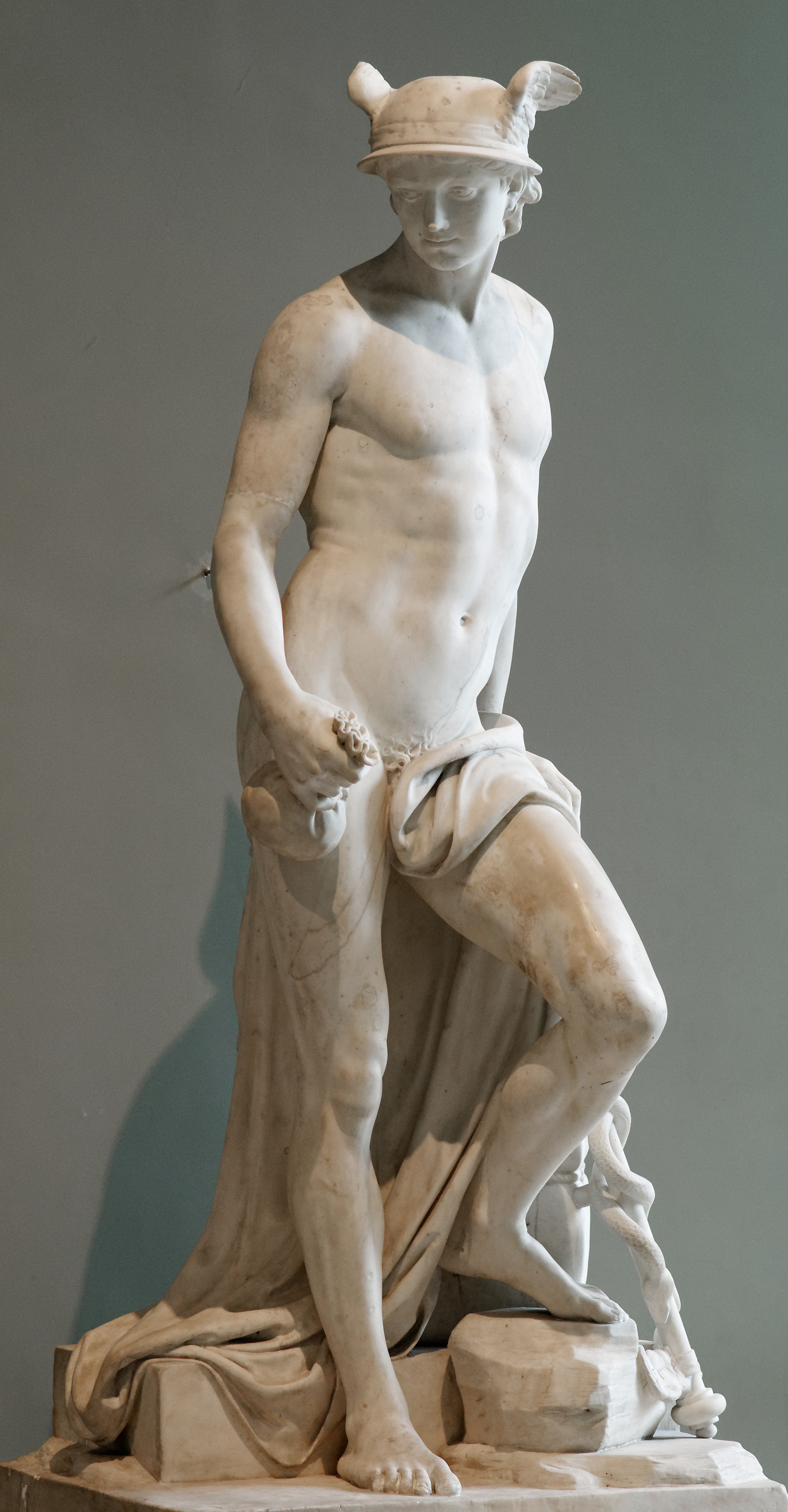
Mercure (1780), marbre, Paris, musée du Louvre.

Fils d'un sculpteur-menuisier, Augustin Pajou grandit à Paris, dans le faubourg Saint-Antoine. Élève du sculpteur Jean-Baptiste Lemoyne (1704-1778), il est lauréat du prix de Rome en sculpture de 1748.
Le roi Louis XV lui offre son aide financière lorsqu'il étudie à l'Académie de France à Rome.
En 1761, il épouse Angélique Roumier, fille du sculpteur Claude Roumier. De leur union naissent trois enfants : Angélique-Reine (née en 1762 et morte en bas âge), Flore Catherine Pajou (1764-1841) et Jacques Augustin Catherine Pajou (1766-1828) qui fut peintre d'histoire et de portraits.
Agréé à l'Académie royale à Paris en 1759, il y est reçu en 1760 avec son marbre de Pluton enchaînant Cerbère (Paris, musée du Louvre). Il est nommé professeur de l'Académie royale de peinture et de sculpture le 7 décembre 1760 et est promu recteur le 6 décembre 1766, confirmé le 30 novembre 1794. Il succède à Jean-Marc Nattier et sera remplacé par Jean-Guillaume Moitte en 1809.
Comme son ami Charles de Wailly dont il orna la maison de la rue de la Pépinière (actuel 49, rue La Boétie), il fut protégé par le marquis de Voyer, Marc-René de Voyer de Paulmy d'Argenson. Il œuvra ainsi en 1768-1769 au relief de la grange-écurie du château des Ormes figurant Cybèle recevant toutes les productions de la Terre, transporté par voie d'eau depuis Paris. Pajou participa parallèlement à la décoration de l'hôtel du marquis, dit hôtel d'Argenson ou Chancellerie d'Orléans. Suivant les conseils du grand anticomane Julien-David Leroy, promoteur du goût à la grecque, il réalisa les superbes cariatides en bronze et or de la salle à manger de l'hôtel. Pajou œuvra enfin au troisième grand chantier du marquis de Voyer et de son ami De Wailly : la décoration du corps central du château des Ormes entre 1768 et 1773 au moins, date du dernier contact attesté avec le marquis.
Comme De Wailly et Voyer, Pajou fut franc-maçon, faisant partie de la loge des Neuf Sœurs.
Il est enterré au cimetière de Fontenay-aux-Roses.

## Œuvres dans les collections publiques

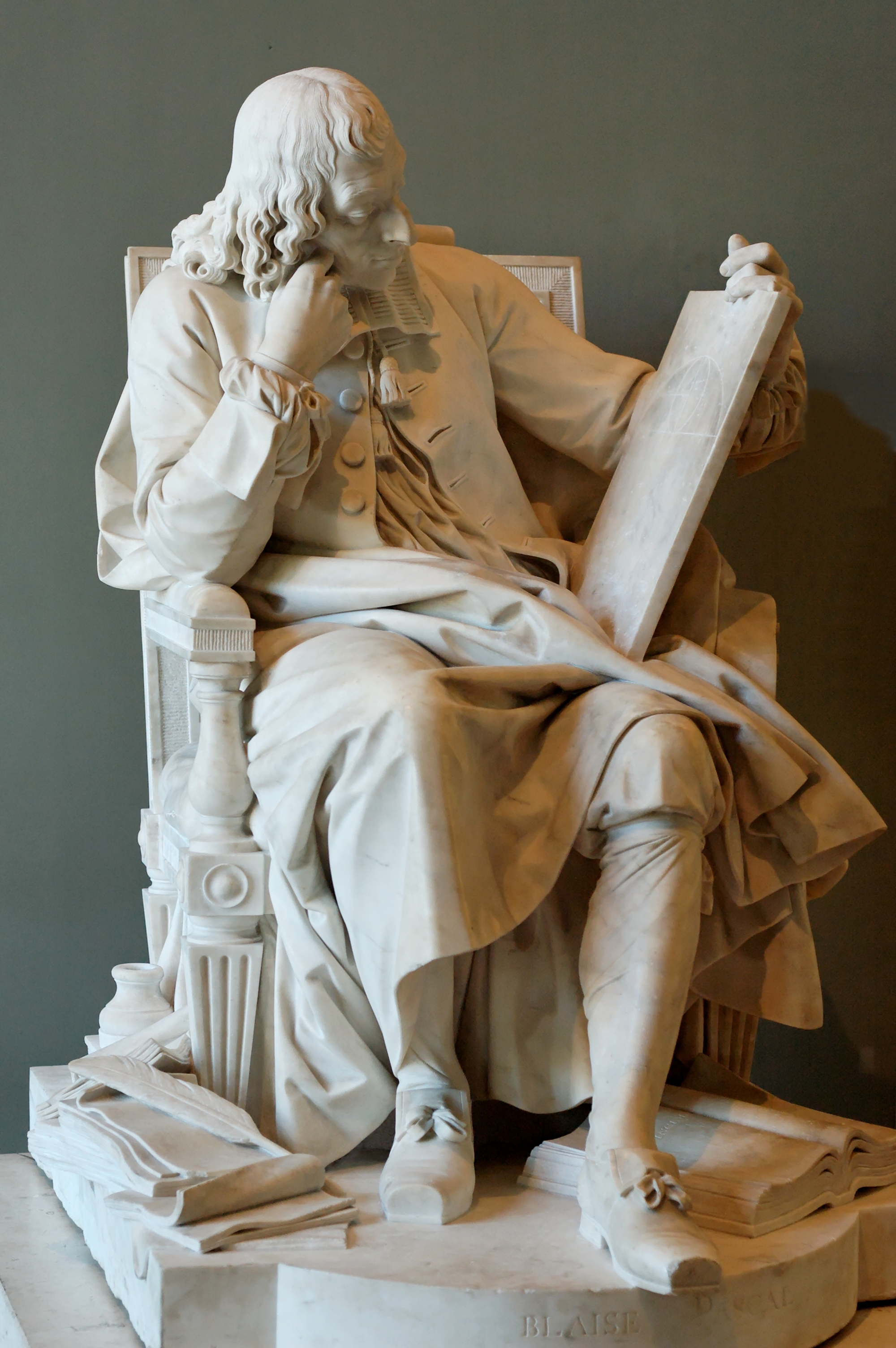
Blaise Pascal (1785), marbre, Paris, musée du Louvre.

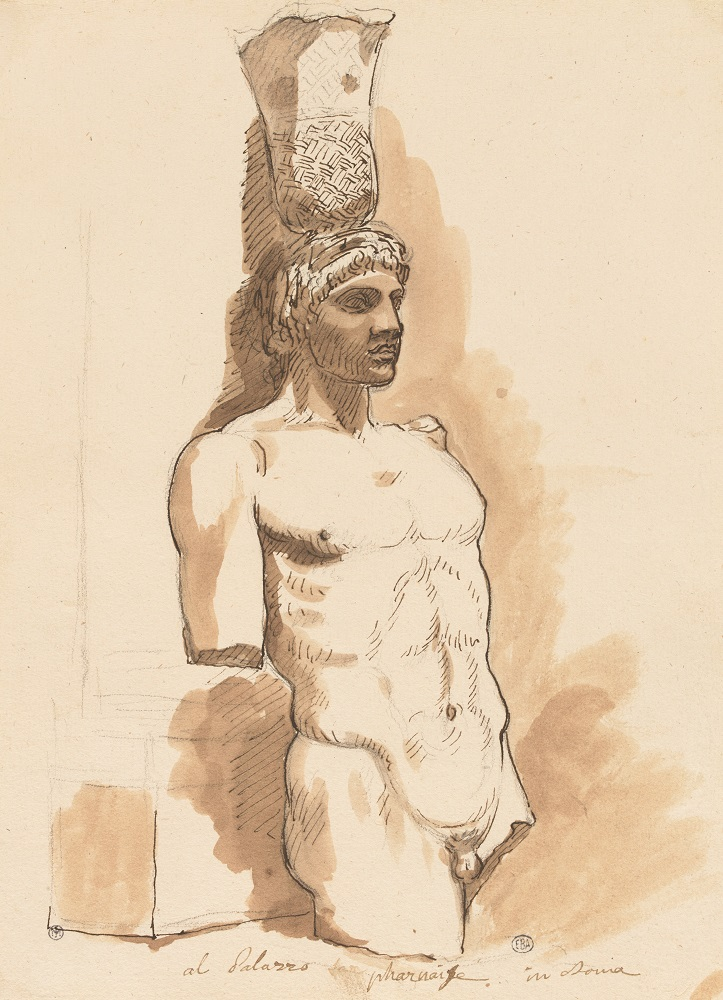
Atlante, plume et lavis, Paris, École nationale supérieure des beaux-arts.

### États-Unis
- Boston, musée des Beaux-Arts :
  - Portrait de femme, 1774, buste ;
  - Madame Sedaine, 1781, buste.
- Los Angeles, Getty Center :
  - deux Têtes d'expression, 1769-1770, bustes en terre cuite ;
  - Minerve, vers 1775-1785, groupe en marbre[4] ;
  - Bellone, statue grandeur demi-nature en marbre.
- New York, Metropolitan Museum of Art :
  - Madame de Wailly, buste ;
  - Pierre-François Basan, buste.
- Washington, National Gallery of Art : Calliope, vers 1763.

### France
- Amiens, Musée de Picardie[5] :
  - Faune ;
  - Silène ;
- Beaune, Hospices de Beaune : Gaspard de Clermont-Tonnerre, 1767, buste en marbre.
- Montpellier, musée Fabre :
  - La Marine : Colbert et Duquesnes, 1786, terre cuite.
  - Portrait d'un homme inconnu, 1791, buste en terre cuite.
  - Portrait de madame Jean Allut, vers 1792-1794, buste en terre cuite.
  - Portrait de Jean-Baptiste Riban, 1793, buste en terre cuite.
  - Portrait de Beauvais de Préau, 1793, buste en plâtre.
  - Portrait de Paul-François dit Paulin des Hours, 1794, buste en terre cuite.
  - Portrait d'une petite fille inconnue, 1794, buste en terre cuite.
- Orléans, musée des Beaux-Arts: Sainte Cécile, vers 1775, pierre noire et sanguine, sur papier, 31,4 x 18,4 cm[6].
- Les Ormes, château des Ormes :  Cybèle recevant l'offrande de toutes les productions de la Terre, 1768-1769, relief du fronton de la grange-écurie.
- Paris :
  - Beaux-Arts de Paris : 
    - La Leçon d'anatomie, pierre noire, plume, encre brune, lavis brun et estompe, H. 0,409 ; L. 0,581 m[7]. Daté de 1764, Pajou adopte pour ce dessin une composition quasi frontale dans un parti pris antiquisant et théâtral qui illustre parfaitement son goût pour le renouveau stylistique du mouvement néoclassique[8].
    - Trépied antique, pierre noire, H. 0,272 ; L. 0,204 m[9],[10].
    - Buste d'Antinoüs, pierre noire, H. 0,272 ; L. 0,210 m[9], cette étude consciencieuse nous donne à voir un art antique idéal tel que considéré par Pajou et ses contemporains[11].
    - Fragment d'un atlante canéphore, pierre noire, plume, encre brune et lavis brun, H. 0,286 ; L. 0,200 m[9], dessin qui se distingue des études dessinées de ses camarades artistes en proposant un point de vue particulier et qui suggère la prise de motif sur le vif à l'occasion d'une découverte archéologique[12].
    - Heaume étrusque, pierre noire, plume, encre brune et lavis brun, H. 0,278 ; L. 0,237 m[9], exécuté lors de son séjour à Naples en 1755, ce casque a été exhumé lors de la fouille d'Herculanum[13].

  - Bibliothèque Mazarine : Buffon, attribution, buste en terre cuite.
  - Comédie-Française : Carlin Bertinazzi, 1763, buste.
  - fontaine des Innocents : une partie de la statuaire.
  - musée de la franc-maçonnerie : Voltaire, buste.
  - musée du Louvre :
    - Pluton enchaînant Cerbère, 1760, groupe en marbre[14]
    - Mercure ou Le Commerce, 1780, statue en marbre[15]
    - Psyché abandonnée, 1790, statue en marbre[16]
    - Ariane abandonnée, 1796, statuette en terre cuite[17]
    - Fleuve, 1762, statuette en terre cuite[18]
    - Anacréon arrachant une plume aux ailes de l'Amour, vers 1750, groupe en terre cuite[19]
    - Bacchante au tambour de basque avec deux enfants (1774), groupe en pierre[20]
    - Cérès, statuette en marbre[21]
    - Diogène cherchant l'homme, 1781, bas-relief en terre cuite[22]
    - La Terre ou Le Triomphe de Cybèle, 1765-1770, bas-relief en plâtre peint. Provient du salon de l'hôtel de Voyer d'Argenson[23]
    - L'Air ou Borée enlevant Orythie, 1765-1770, bas-relief en plâtre peint. Provient du salon de l'hôtel de Voyer d'Argenson[24]
    - Le Feu ou Pluton enlevant Proserpine, 1765-1770, bas-relief en plâtre peint. Provient du salon de l'hôtel de Voyer d'Argenson[25]
    - L'Eau ou Neptune protégeant Amymone, 1765-1770, bas-relief en plâtre peint. Provient du salon de l'hôtel de Voyer d'Argenson[26]
    - Blaise Pascal, 1785, statue en marbre, de la série Les grands hommes de la France[27]. Modèle en plâtre exposé au Salon de 1781[28]
    - Buffon (1707-1788), vers 1788, statuette en terre cuite[29]
    - Portait de Madame du Barry, 1773, buste en marbre[30]
    - Allégorie à la reine Marie Leszczynska, avant 1771, groupe en marbre[31]
    - Portrait d'Élisabeth Vigée-Lebrun, 1783, buste, terre cuite[32]
    - Portrait de Natalie de Laborde, 1789, buste en terre cuite[33]
    - Portrait de Jean-Baptiste II Lemoyne, après 1778, buste en bronze[34]
    - Portrait de Pierre-François Basan, 1768, buste en terre cuite[35]
    - Bossuet, 1779, statuette en terre cuite[36]
    - Projet de monument funéraire, bas-relief en terre cuite[37]
    - Projet de monument funéraire, 1785, bas-relief en terre cuite[38]

  - Palais-Royal, fronton de la façade : Femmes et enfants avec un écusson à couronne ducale, 1765.
- Valence, musée d'Art et d'Archéologie : Portrait d'Hubert Robert, 1787, buste en terre cuite.
- Versailles, château de Versailles : décor de l'opéra.

### Royaume-Uni
- Londres, Victoria and Albert Museum : Tête d'un vieil homme barbu, 1761, buste en terre cuite[39].

### Russie
- Saint-Pétersbourg, musée de l'Ermitage : La Princesse de Hesse-Homburg, bas-relief.
- localisation inconnue : Monument à Marie Leszczyńska, Salon de 1769[réf. nécessaire].

Œuvres d'Augustin Pajou
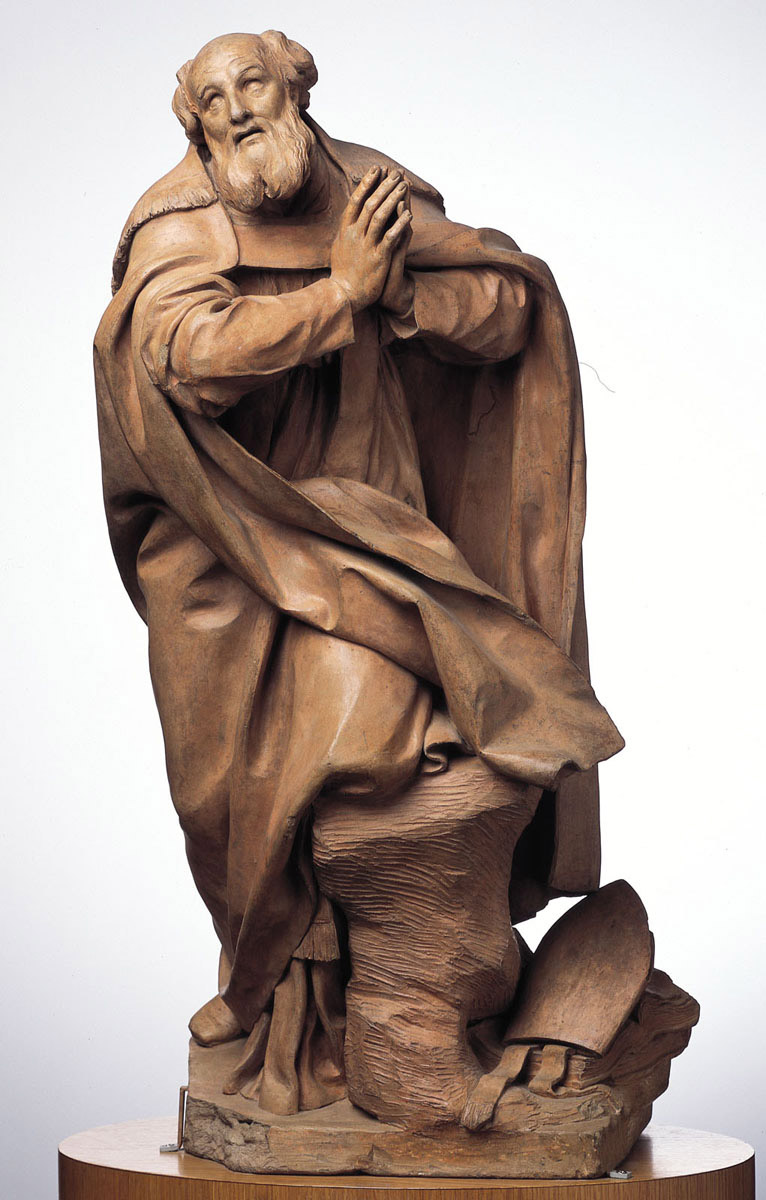
Saint François de Sales en prière (1765), terre cuite, Toulouse, musée des Augustins.
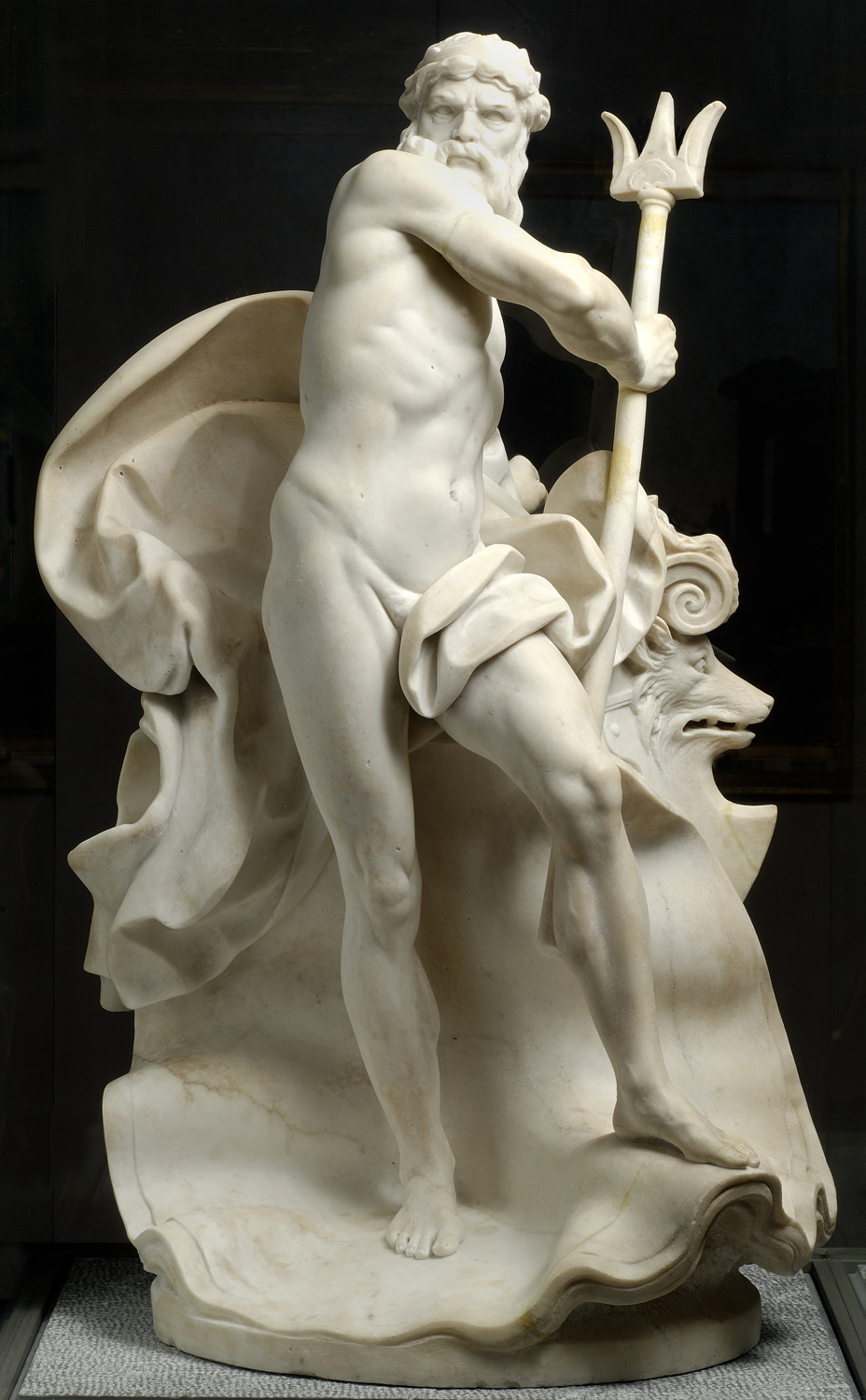
Neptune (1767), marbre, musée des Beaux-Arts de Lyon.
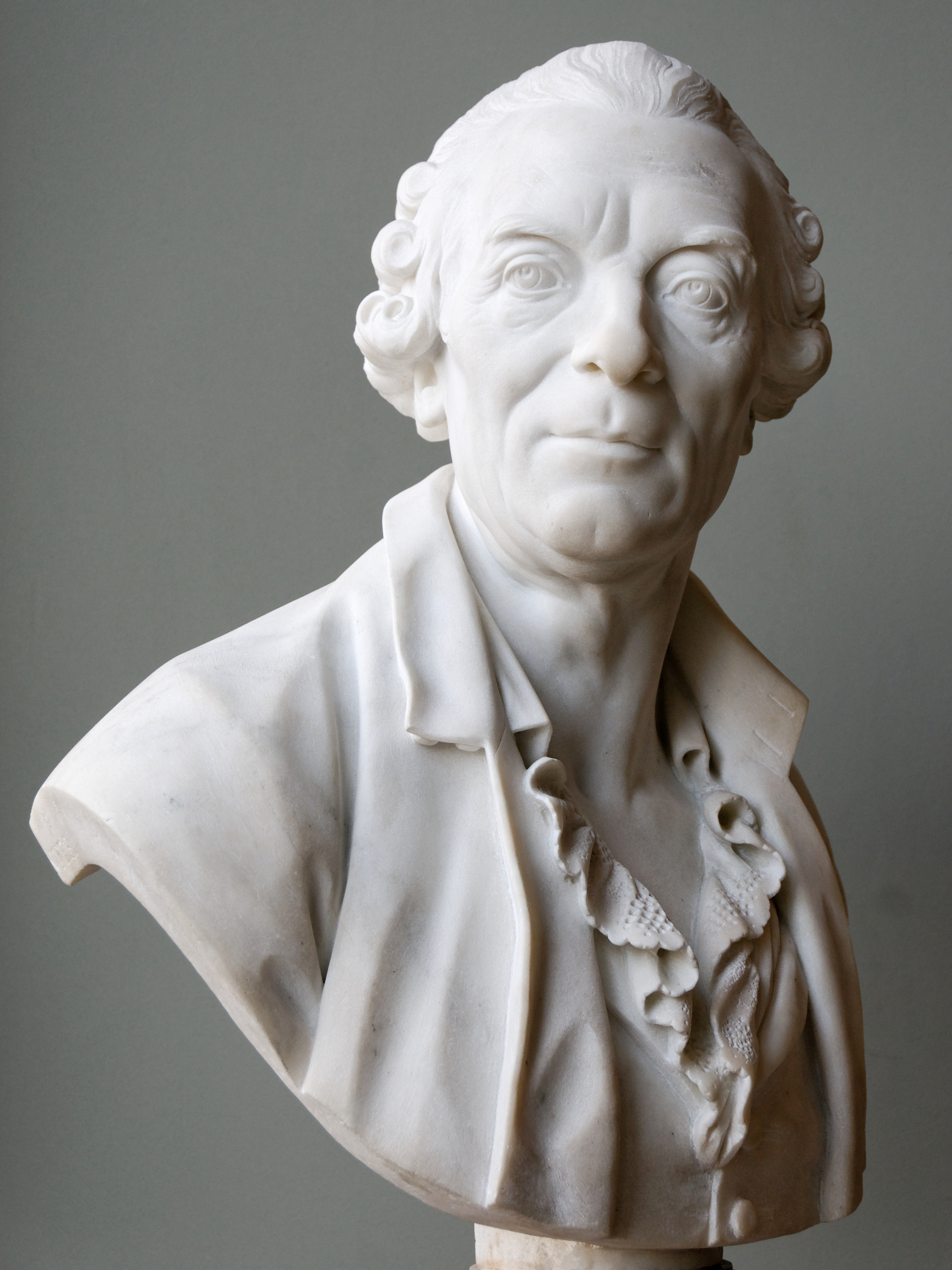
Buffon (1773), marbre, Paris, musée du Louvre.
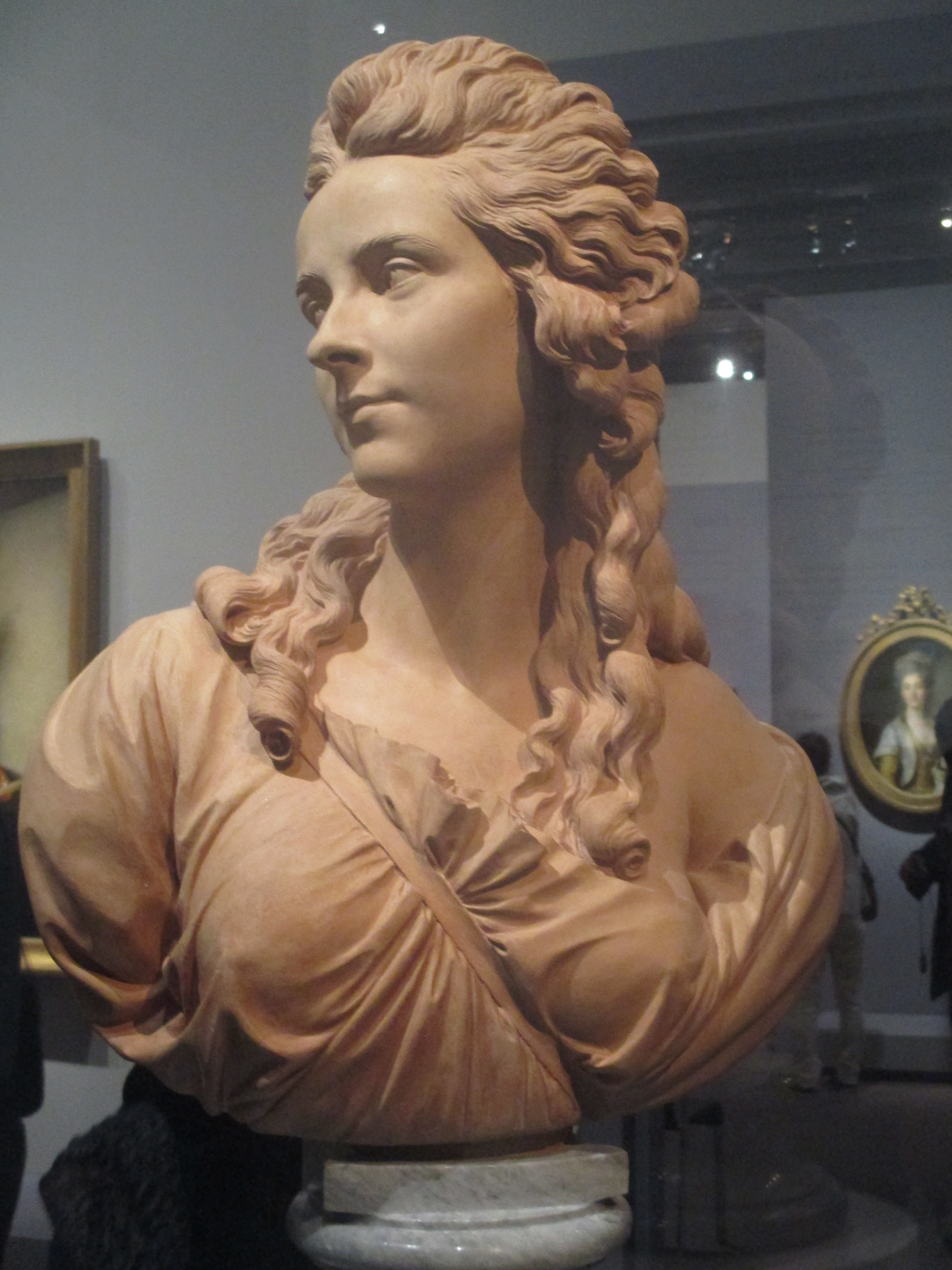
Madame Vigée Le Brun (1785), terre cuite, Paris, musée du Louvre.
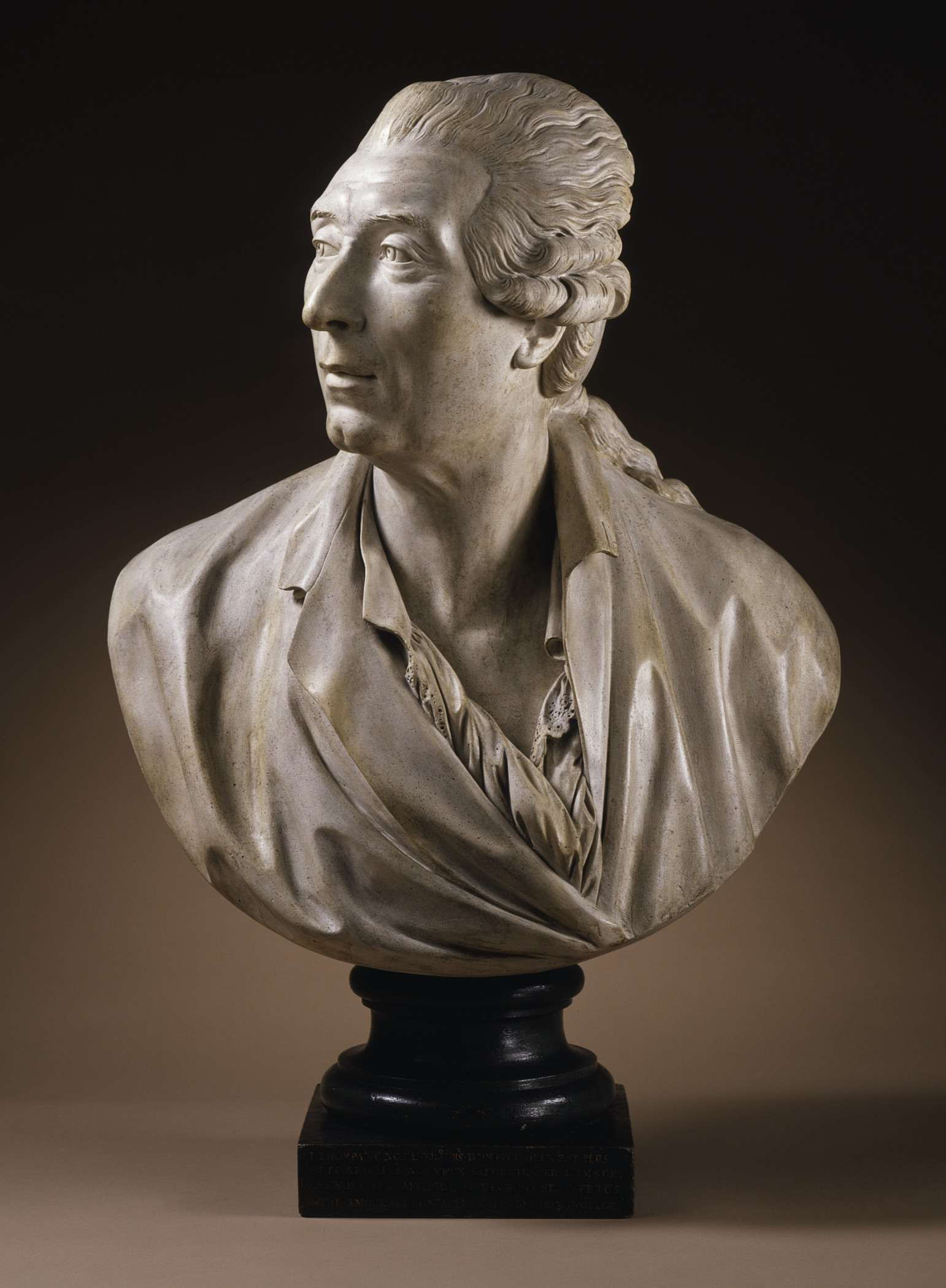
Portrait d'homme (1791), plâtre, musée d'Art du comté de Los Angeles.
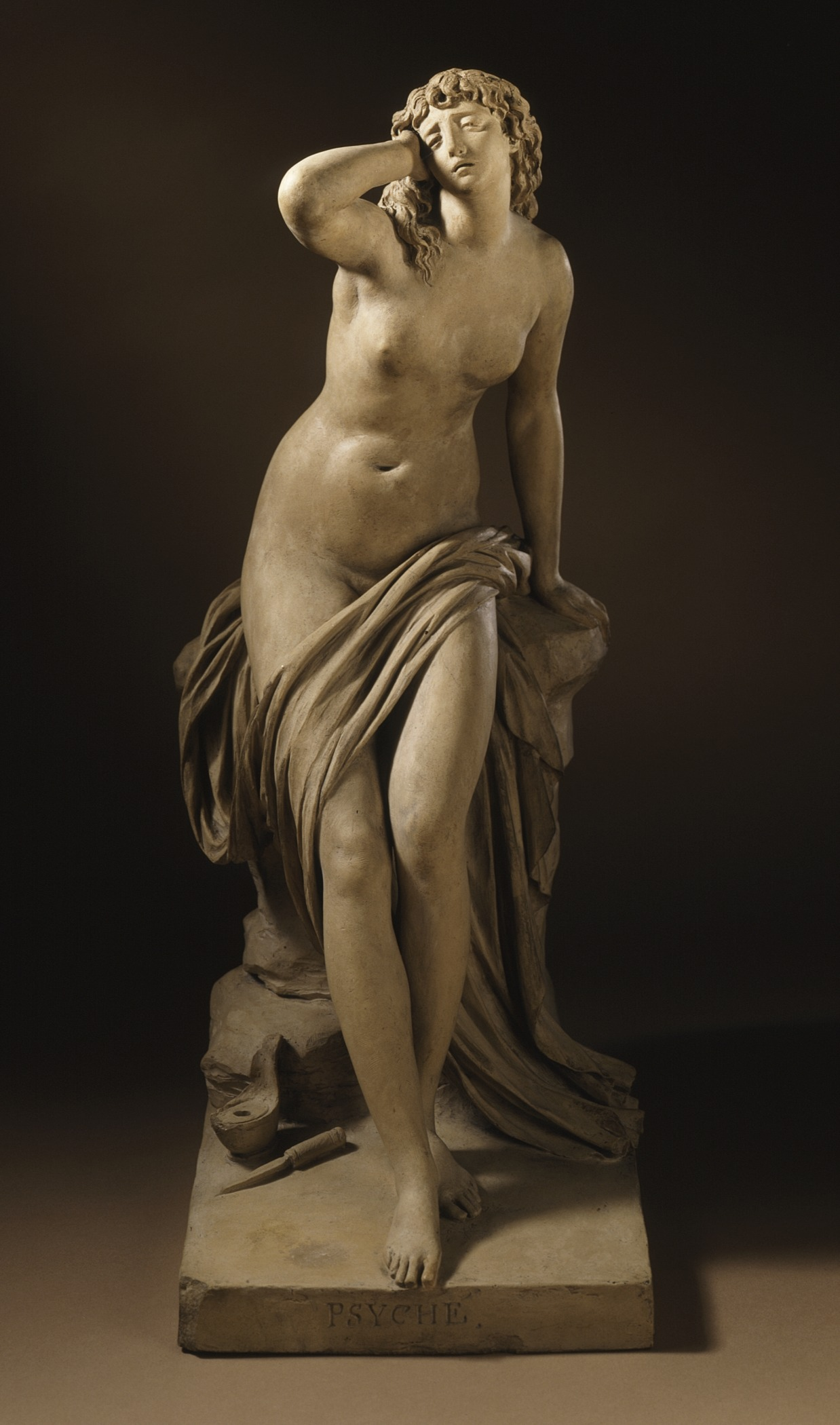
Psyché abandonnée (1796), terre cuite, musée d'Art du comté de Los Angeles.
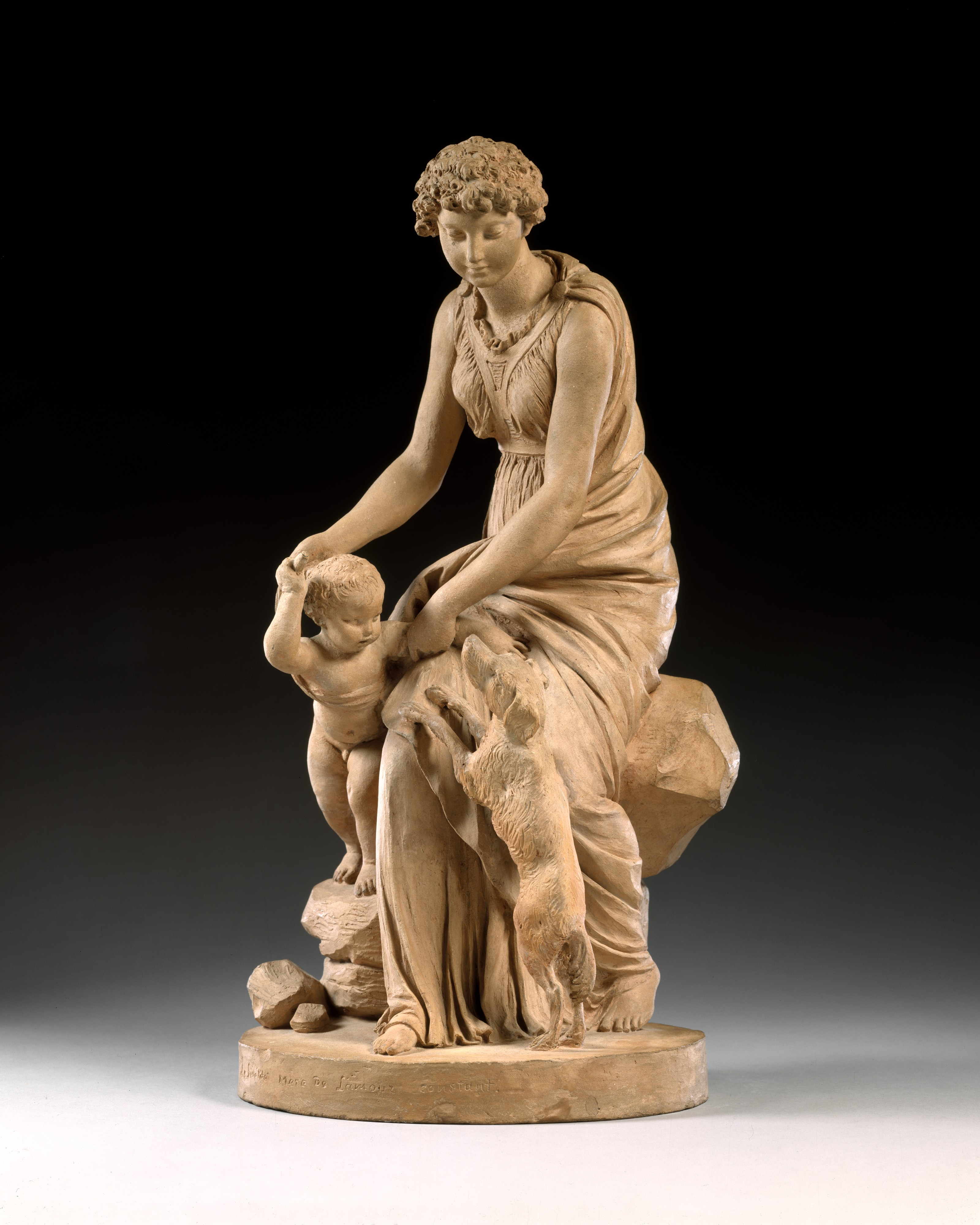
La Fidélité, mère de l'Amour constant (1799), terre cuite, New York, Metropolitan Museum of Art.

## Élèves
- David d'Angers
- François Joseph Bosio (1768-1845)
- Julie Charpentier
- Jacques-Edme Dumont
- François Gérard
- Louis-Marie Guichard
- François Martin dit Martin de Grenoble
- Philippe-Laurent Roland (1746-1816)

## Distinctions et hommages
- En 1803, Pajou a été nommé chevalier de la Légion d'honneur par un décret du 18 décembre[40],[41].
- En 1896, la ville de Paris donne son nom à la rue Pajou.

### Iconographie
- Philippe-Laurent Roland, Portrait d'Augustin Pajou, 1797, buste en terre cuite, Paris, musée du Louvre[42].